# Holiday Sidewinder
霍利迪·赛德怀德·卡门-斯帕克斯（英語：Holiday Sidewinder Carmen-Sparks；1990年12月21日—）是一名澳大利亚独立流行音乐唱作人、音乐制作人。她是乐队「Bridezilla」（2005–2013）的创队主唱。乐队解散后，赛德怀德开始单飞并移居英国。2019年10月，她的首张个人专辑《Forever or Whatever》发行。

## 生平

### 家庭与早年经历
1990年12月21日，赛德怀德出生于悉尼。她的生父杰里米·斯帕克斯（英語：Jeremy Sparks）是一名电影布景师，曾参与2000年悉尼奥运会开幕式在内的澳大利亚各类节庆活动及各种公共艺术的布置。生母罗·卡门是一名来自阿德莱德的演员兼乡村灵魂乐唱作人，赛德怀德出生时年仅20岁。在斯帕克斯和卡门分手后，斯帕克斯和赛德怀德的继母，澳大利亚演员克劳迪娅·卡凡结婚；卡门与斯帕克斯的继父，演员阿登·扬结婚。扬亦是赛德怀德继母卡凡的前男友。
2019年10月，赛德怀德曾回忆自己的成长经历：「我在一个复杂又多彩的娱乐圈家庭长大，圈子里每个人都很古怪。我妈妈玩过乐队，是个青少年就出道的演员，我爸爸是一名布景师。后来，妈妈因为爱上了一位出色的女性（也是一名歌手）离开了爸爸。他们就这样在90年代的达令赫斯特红灯区把我养大」
赛德怀德初中就读于新镇表演艺术中学（英語：Newtown High School of the Performing Arts），她在学校结识了在音乐上志同道合的好友，并决定一起组建乐队。

### Bridezilla时期（2005–2013）
2005年，赛德怀德（主唱、吉他手）和Josh Bush（鼓手）、Pia May Courtley（主音吉他手）、Millie Hall（萨克斯手、键盘手）、Daisy Tulley（小提琴手）共同组建了学生乐队「Bridezilla」，其余乐队成员都是赛德怀德的发小或中学同学。2007年，Bridezilla在当地取得知名度后与悉尼唱片公司Ivy League Records签约。同年11月，Bridezilla发行了包含5首歌的首张同名EP《Bridezilla》。随后，乐队参演多场音乐节，并为包括地下丝绒前成员约翰·凯尔、威尔可合唱团、人行道乐队、Interpool、希雅在内的知名音乐人做开场表演。2009年1月，尼克·凯夫邀请Bridezilla在他参与策划的「All Tomorrow's Parties」音乐节演出。
2009年，Bridezilla与Inertia Recordings签约，于同年10月发行了由马克·克雷默制作的首张专辑《The First Dance》。专辑由五名乐队成员共同参与歌曲创作，融合了民谣、早期摇滚乐等多种元素。
2010年开始，Bridezilla进入了长达两年的间歇期。2012年年中，乐队宣布将于同年12月解散，并在解散前进行最后演出。

### 单飞与首张专辑《Forever or Whatever》（2012–2019）
2012年年末，赛德怀德决定单飞发展并移居伦敦，她曾短暂参与Bridezilla的解散前演出。在2014年的一次采访中她解释了自己离开Bridezilla的原因：「团队合作有时候限制很多，你知道吧？在一个一切都要民主，让你朝着共同的目标努力的团队里，所有事都很麻烦。这样对我也是一种解放」。
赛德怀德在单飞后不时发布了几首单曲，直到2019年才有第一张个人专辑。2014年3月，赛德怀德发布了第一张个人名义单曲《Carousel》，这张单曲由她和金发美女的制作人Mike Chapman共同创作，在布赖顿宫殿码头拍摄了MV。得到PopJustice、Tolentino等音乐媒体的好评。同年8月15日，Personal Best Records发行了赛德怀德与PBO（该厂牌的内部制作团队，当时的成员只有厂牌的两位创始人，Mike Di Francesco和赛德怀德的叔叔Josh Beagley）的合作单曲《Born on the Wind》。这是该厂牌首次发行的作品。Personal Best Records负责了赛德怀德至首张专辑发行期间的大部分作品发行。
2016年12月，赛德怀德发布了East 17圣诞歌曲《Stay Another Day》的翻唱，被《Clash》杂志评价为「冰冷的合成器配上阳光般的人声」。
随后，Personal Best Records又发行了赛德怀德的四首单曲：《Casino》（2017年10月）、《Tra$h Can Luv》（2018年2月）、《Leo》（2018年8月）、《Whispers》（2018年12月），2019年5月，赛德怀德在英国真人秀《Made in Chelsea》第十七季第七集中表演了这四首歌。这些单曲在之后被她的首张专辑收录。
2019年5月，赛德怀德发行了专辑同名预热曲《Forever or Whatever》。同月，赛德怀德发布了新单曲《Baby Oil》，该曲入选《Guardian Australia》编辑Nathan Jolly评选的二十佳月度澳大利亚歌曲，后来也被首张专辑收录。同年10月，Personal Best Records发行了赛德怀德的首张个人专辑《Forever or Whatever》，专辑由Ben Mark制作。赛德怀德自述在音乐风格上受到Beastie Boys、New Order、早期的Madonna和Tom Tom Club的影响，同时希望在音乐中用性主题来体现对女性性自主权的追求：「得到性自主权能带来很多好事。我们活在女性被父权制视为二等公民的强奸文化中，我认为夺回这种权力是前进的第一步」。

### 《Face of God》与《The Last Resort》（2019至今）
2019年9月，赛德怀德发布了The Beach Boys歌曲《Kokomo》的重编曲翻唱。
2021年5月，Lab78 Records（由Peter Mayes和Nick Littlemore创办）发行了赛德怀德的第二张专辑《Face of God》，该专辑由厂牌创办人Nick Littlemore制作，有的歌词取材于制作人Littlemore的日记和诗歌创作。该专辑在位于好莱坞的一个录音室中录制，录音完成仅用了五天.，随后Littlemore才跟纽约的录音师合作重新制作了专辑。
2024年3月，赛德怀德发行了第三张专辑《The Last Resort》，专辑由Ben Mark制作，融合了雷鬼、摇滚、锐舞、迪斯科等元素。

## 个人生活
2017年，赛德怀德在伦敦与男友Sapan Sehgal共同创办了一家健身公司Lovercise。2018年8月，她在一次采访中提到「在某种情况下我跟当时的私人教练（当然，后来成了男朋友）一起开了家健身房，他是个印度旁遮普人，我被他的精神、肌肉和他对宝莱坞的知识给迷住了」。
2017年底，赛德怀德移居好莱坞，随后短暂地旅居爱沙尼亚和塞浦路斯，最后在2021年5月移居泰国，关于移居原因，她提到「我在悉尼、伦敦或者洛杉矶都住不起了，哪儿的签证都到期，澳大利亚又跟噩梦一样……现在我就想住在红毛丹和番木瓜里」。

## 轶事
- 「Holiday Sidewinder Carmen-Sparks」是她在所有身份证和出生证明上认证的真名，这让移民局的人觉得很有趣[53]。

## 作品目录

### 专辑
| 名称                | 专辑信息                                                                              |
| ------------------- | ------------------------------------------------------------------------------------- |
| Forever or Whatever | - 发行时间：2019年10月4日 - 厂牌：Personal Best（PBRCD11） - 形式：CD、LP、DD、流媒体 |
| Face of God         | - 发行时间：2021年5月21日 - 厂牌：Lab78 - 形式：DD、流媒体                            |
| The Last Resort     | - 发行时间：2024年3月22日 - 厂牌：Venus Beach Records - 形式：LP、DD、流媒体          |

### 单曲

#### 主要创作人
| 名称                                              | 发行时间 | 专辑收录            |
| ------------------------------------------------- | -------- | ------------------- |
| "Carousel"                                        | 2014     | 非专辑单曲          |
| "Born on the Wind" (by Holiday Sidwinder and PBO) | 2014     | 非专辑单曲          |
| "Stay Another Day"                                | 2016     | 非专辑单曲          |
| "Casino"                                          | 2017     | Forever or Whatever |
| "Tra$h Can Luv"                                   | 2018     | Forever or Whatever |
| "Leo"                                             | 2018     | Forever or Whatever |
| "Whispers"                                        | 2018     | Forever or Whatever |
| "Baby Oil"                                        | 2019     | Forever or Whatever |
| "Forever/Whatever"                                | 2019     | Forever or Whatever |
| "Kokomo"                                          | 2019     | 非专辑单曲          |
| "Another World"                                   | 2019     | 非专辑单曲          |
| "Lazy GF"                                         | 2020     | 非专辑单曲          |
| "Twin Flames"                                     | 2020     | 非专辑单曲          |
| "Red Right Hand"                                  | 2020     | 非专辑单曲          |
| "The Real Tea"                                    | 2020     | 非专辑单曲          |
| "Survive This"                                    | 2021     | 非专辑单曲          |
| "Into the Universe"                               | 2021     | Face of God         |

#### 客串
| 名称                                                 | 发行时间 | 专辑收录   |
| ---------------------------------------------------- | -------- | ---------- |
| "Girl" (Stay Bless featuring Holiday Sidewinder)     | 2014     | 非专辑单曲 |
| "Come Close" (Blackpaw featuring Holiday Sidewinder) | 2021     | 非专辑单曲 |